# Hrabstwo Oconto
Hrabstwo Oconto (ang. Oconto County) – hrabstwo w stanie Wisconsin w Stanach Zjednoczonych.
Obszar całkowity hrabstwa obejmuje powierzchnię 1149,04 mil² (2976 km²). Według szacunków United States Census Bureau w roku 2009 miało 37 149 mieszkańców. Jego siedzibą administracyjną jest Oconto.
Hrabstwo zostało utworzone w 1851.
Na obszarze hrabstwa znajdują się rzeki Little, Little Suamico, Oconto i Pensaukee oraz 378 jezior.

## Miasta
- Abrams
- Bagley
- Brazeau
- Breed
- Chase
- Doty
- Gillett  – city
- Gillett  – town
- How
- Lakewood
- Lena
- Little River
- Little Suamico
- Maple Valley
- Morgan
- Mountain
- Oconto Falls – city
- Oconto Falls – town
- Oconto – city
- Oconto – town
- Pensaukee
- Riverview
- Spruce
- Stiles
- Townsend
- Underhill

## Wioski
- Lena
- Suring

## CDP
- Abrams
- Lakewood
- Mountain
- Sobieski
- Townsend